# Дельта Андромеды
Дельта Андромеды (лат. δ Andromedae), 31 Андромеды (лат. 31 Andromedae), HD 3627 — кратная звезда в созвездии Андромеды на расстоянии приблизительно 109 световых лет (около 33,4 парсеков) от Солнца. Возраст звезды определён как около 3,2 млрд лет.

## Характеристики
Первый компонент (HD 3627Aa) — оранжевый гигант спектрального класса K3III. Видимая звёздная величина звезды — +3,28m. Масса — около 1,8 солнечных, радиус — около 13,6 солнечных, светимость — около 68 солнечных. Эффективная температура — около 4315 K.
Второй компонент (HD 3627Ab) — оранжевый карлик спектрального класса K4. Видимая звёздная величина звезды — +10m. Масса — около 573,5 юпитерианских (0,5475 солнечных). Орбитальный период — около 15000 суток (41,068 лет). Удалён на 0,4 угловой секунды (1,933 а.е.).
Третий компонент (HD 3627B) — красная звезда спектрального класса M2. Видимая звёздная величина звезды — +13m. Эффективная температура — около 4051 K. Удалён на 28,7 угловых секунд.
Четвёртый компонент (UCAC3 242-4071) — жёлтый карлик спектрального класса G. Видимая звёздная величина звезды — +15,7m. Радиус — около 0,94 солнечного, светимость — около 0,658 солнечной. Эффективная температура — около 5351 K. Удалён на 41,4 угловых секунд.